# Этильвальд Линдисфарнский
Этильва́льд Линдисфа́рнский (Этельво́льд; умер в 740) — игумен монастыря Олд Мелрос (Шотландия), епископ Линдисфарна (721—740), преподобный, святой Римско-католической церкви. В агиографии известно несколько вариантов его имени: Этильвольд, Этельвальд, Ethelwald, Aethelweald, Æthelwold, Aedilauld. Память — 12 февраля, 21 апреля (по дню перемещения мощей святого в Вестминстер).

## Биография
О жизни святого Этельвальда известно немного. Этельвальд был одним из учеников и помощников святого Кутберта, начав под его началом свою монашескую жизнь. Впоследствии стал приором, а затем и игуменом монастыря Олд Мелрос (англ. Old Melrose) в Шотландии. После кончины святого Эадфрита (англ. Eadfrith), епископа Линдисфарнского, сменил его на посту. Известно, что Этильвальд особо чтил своего предшественника. Святой Этильвальд украсил обитель многими работами, в том числе драгоценным окладом для Евангелия, а также покровительствовал святому отшельнику Биллфриту (англ. Billfrith), одевшему указанное Евангелие в золотой оклад. Также под его началом был создан резной каменный крест в честь святого Кутберта Линдисфарнского.
Преставился около 740 года.
Впоследствии мощи святого Этильвальда Линдисфарнского были перенесены из Линдисфарна вместе с мощами святого Кутберта в Вестминстер, а каменный крест с его именем был перенесён из Линдисфарна в Дарем.